# Wikiwand
Wikiwand – graficzny interfejs użytkownika dla Wikipedii stworzony w 2013 roku. Jest też dostępny jako aplikacja mobilna (Android, iOS).

## Cel przedsięwzięcia
Powodem do opracowania rozszerzenia Wikiwand (pierwotnie WikiWand) był fakt, że Wikipedia, choć należy do 10 najczęściej odwiedzanych stron internetowych na świecie, posiada interfejs w wersji zasadniczo niezmienionej od chwili swego powstania w 2001 roku. Aby rozwiązać ten problem, w 2013 roku powołano do życia zespół WikiWand. Jego założycielami byli Lior Grossman i Illan Lewin. Siedziba zarządu mieści się w Tel Awiwie. Nowy interfejs został stworzony jako wtyczka do przeglądarek internetowych: Mozilla Firefox, Google Chrome oraz Safari, a także jako aplikacja mobilna na iOS oraz Android. Przedsięwzięcie sfinansował anioł biznesu Saar Wilf, przeznaczając na ten cel 600 tysięcy dolarów. Podano również pewne wskazówki co do sposobu, w jaki Wikiwand zamierza zarabiać w przyszłości. W przeciwieństwie do Fundacji Wikimedia, która gromadzi swoje środki z darowizn użytkowników, kierownictwo WikiWand stwierdziło, iż planuje zintegrować z artykułami reklamy kontekstowe, a 30 procent swoich zysków przekazać Fundacji Wikimedia. W wywiadzie udzielonym w 2015 roku wydawnictwu online The Next Web Lior Grossman sprecyzował, iż reklama kontekstowa w jego rozumieniu to reklama kojarząca produkt z usługą, np. użytkownik szukający wiadomości o jakimś zespole otrzymywałby ofertę zakupu jego albumu, szukający wiadomości o firmie mógłby otrzymać ofertę dotyczącą możliwości rozwoju zawodowego w niej. Oferta zarazem powinna być wyraźnie oddzielona od treści. Stwierdził, iż Wikiwand ma tę samą misję co Wikipedia, ale zarazem ma odmienne od niej podejście do takich zagadnień jak produkt, design i biznes. Nieporozumienia są rzeczą normalną, ale ostatecznie oba przedsięwzięcia realizują – jego zdaniem – ten sam cel: umożliwianie ludziom na całym świecie łatwego dostępu do ludzkiej wiedzy.

## Właściwości

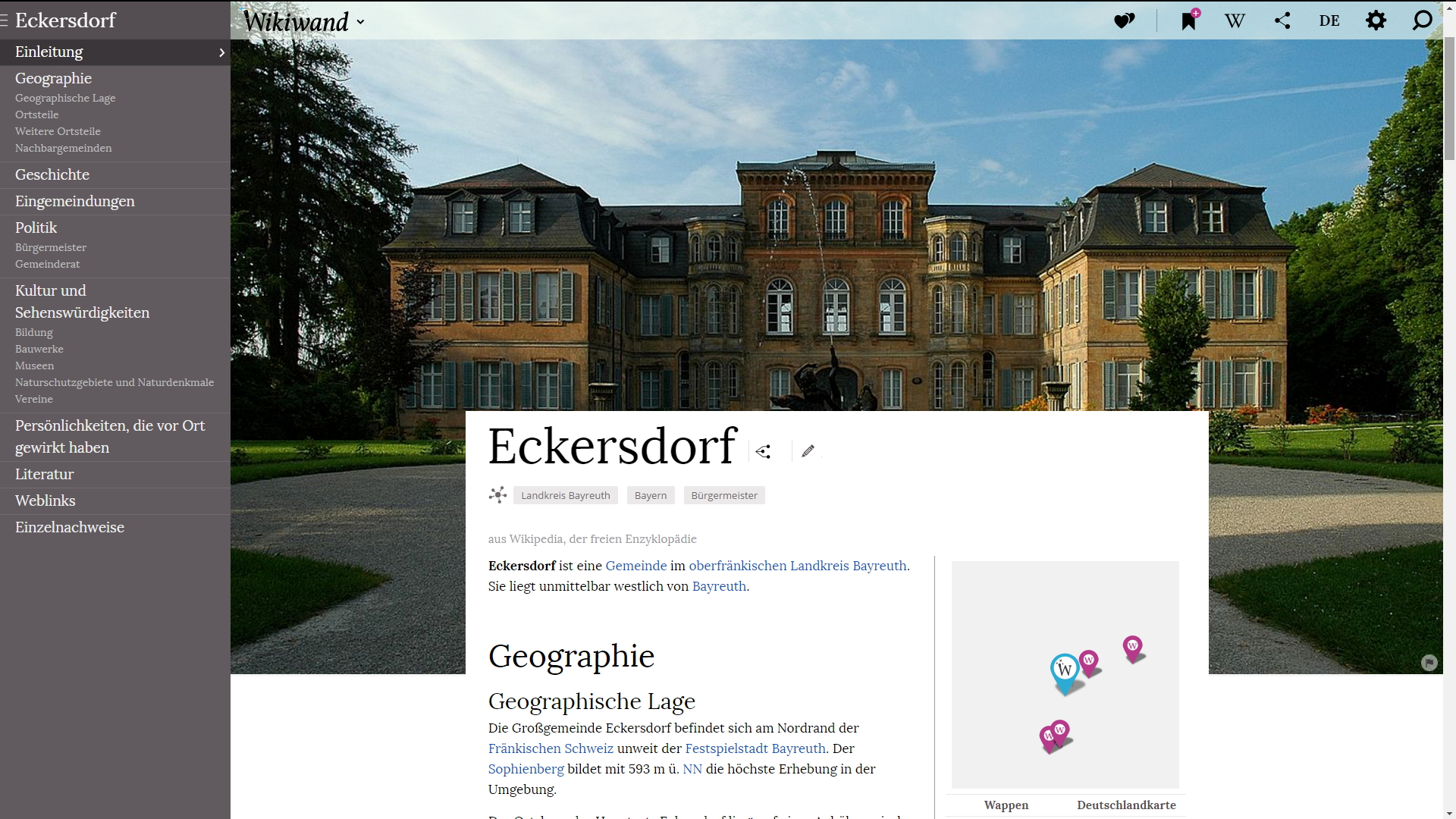
Przykładowy zrzut ekranu Wikiwand

Według serwisu Fast Co.Design, Wikiwand jest narzędziem, które prezentuje artykuły Wikipedii w lepszej typografii, nawigacji oraz z lepszym rozmieszczeniem treści strony zarówno na ekranie komputera, jak i na urządzeniach mobilnych. Po zainstalowaniu go w charakterze wtyczki, strony Wikipedii zostają wyświetlone automatycznie z jego użyciem. Cechą charakterystyczną rozszerzenia jest układ graficzny – duże obrazy umieszczone w nagłówku strony, czytelniejsza czcionka oraz uniwersalny panel nawigacyjny. Dodatkowo rozszerzenie Google Chrome dzięki swym właściwościom pozwala na wczytanie strony Wikipedii szybciej niż właściwa Wikipedia. Niektóre opcje, takie jak drukowanie artykułu, edytowanie go lub pobranie go w postaci pliku PDF, są dostępne w rozwijanym menu na górze ekranu, ale kierują do Wikipedii po wybraniu. W menu tym znajdują się także narzędzia do łatwego przełączania na inny język; jest to konieczne, jeśli użytkownik chce przeszukać stronę (czyli Wikipedię), ponieważ domyślnym językiem Wikiwand jest język angielski.

## Zarząd
- Lior Grossman – współzałożyciel i dyrektor generalny
- Illan Lewin – współzałożyciel i główny inżynier
- Tomer Lerner – dyrektor ds. UX
- Saar Wilf – przewodniczący[7]